# Національна єдність (Португалія)
Національна єдність (порт. União Nacional, UN; uniˈɐ̃w̃ nɐsiuˈnaɫ) — колишня політична партія Португалії, була правлячою у період Нової держави.

## Історія
Заснована 30 липня 1930 року з метою допомоги становлення і утримання політичного режиму, який було встановлено в Португалії з затвердженням Конституції 1933 року — режиму Нової держави.
Була єдиною юридично встановленою політичною партією, хоча, згідно зі своїми статутами (відредагованими Салазаром), не мала назви партії, оскільки диктатор вважав, що партії (які правили Республікою до 1926 року) розділяли суспільство, в той час як Національна єдність була покликана об'єднати всіх португальців навколо себе.
Починаючи з 1934 року Національна єдність брала участь у виборах до Національної Асамблеї за однопартійним списком. Лише у 1945 році, у законодавчих виборах до неї приєднався Рух демократичної єдності (порт. Movimento de Unidade Democrática, MUD); а пізніше — у президентських виборах 1949 року суперником кандидата від Національної єдності Ошкара Кармони став кандидат від опозиції Нортон де Матуш. Хоча в кінцевому підсумку MUD знявся з виборів через відсутність умов для подання заявки, а отже, тільки Національна єдність була допущена до обрання.

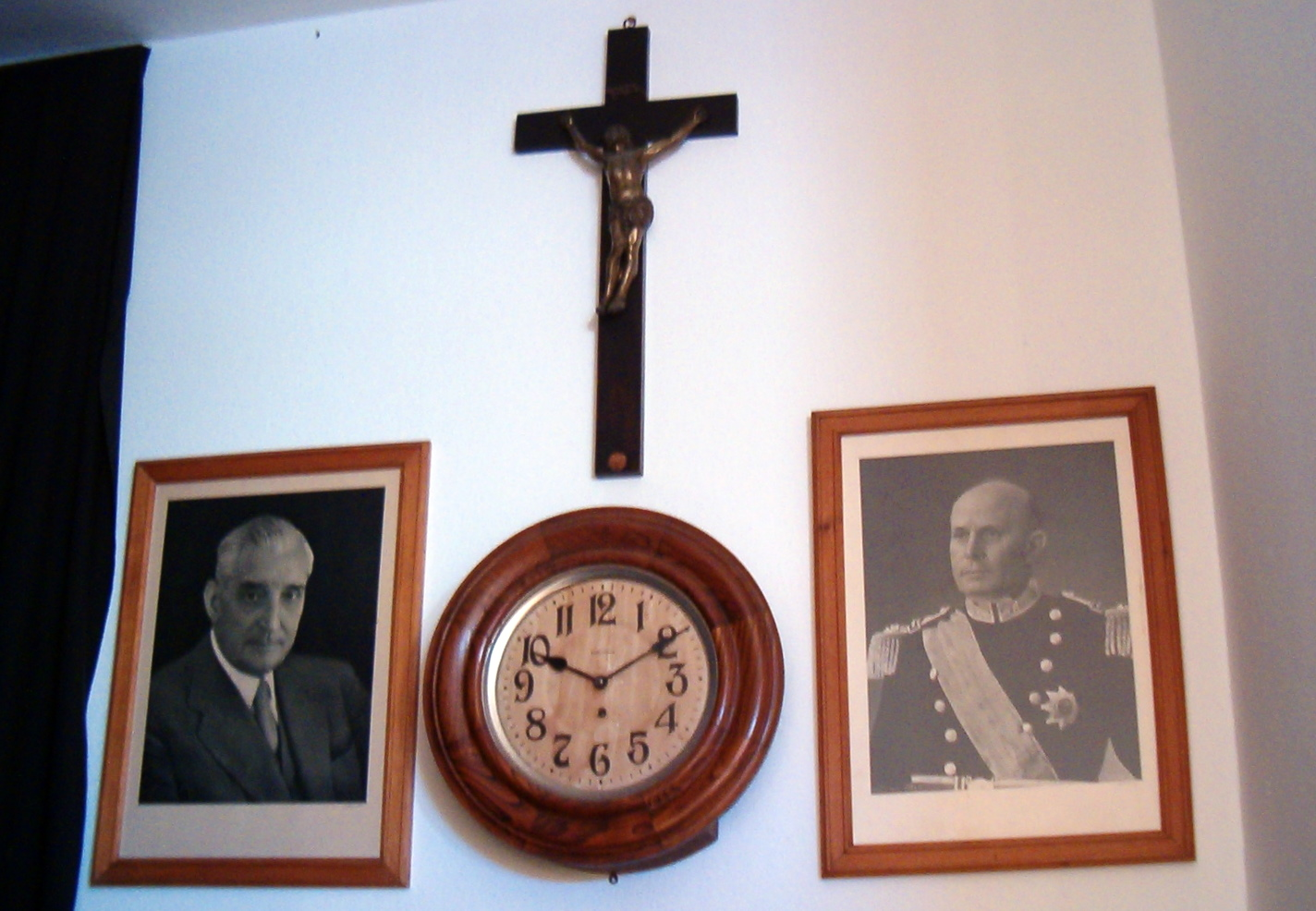
Обов'язкові елементи початкових шкіл часів Нової держави: Салазар, хрест Розп'яття і Амеріку Томаш

Централізовано організована і тісно пов'язана з урядом, Національна єдність (а пізніше, її наступниця Народна національна дія (порт. Acção Nacional Popular)) завжди були керовані зверху прем'єр-міністром на посаді: спочатку Салазаром, а після його відсторонення від влади у 1968 році — Марселу Каетану. Ці характеристики централізації і тісного зв'язку з виконавчою владою поєднувались протягом більш ніж одного десятиліття з обсолютною монополією політичної репрезентативності, оскільки будь-яка політична опозиція була позбавлена можливостей і переслідувалась. Так тривало до 1945 року, і як було згадано раніше Національна єдність не мала політичних конкурентів на будь-яких виборах, і лише у 1945 році на фоні підбиття підсумків світового конфлікту, Салазар був змушений піти на поступки опозиції деякою формальною свободою, дозволивши останній брати участь у виборчих кампаніях і бути включеній у виборчі списки.
Проте, не зважаючи на це Національна єдність (Народна національна дія) гарантували собі монополію парламентської репрезентативності аж до 1974 року, оскільки всі обрані депутати належали виключно до цієї партії. Крім того, усі три президенти Нової держави були представниками Національної єдності (Народної національної дії): Антоніу Ошкар де Фрагозу Кармона (чотири мандати 1926—1951), Франсішку Кравейру Лопеш (три мандати 1951—1958), Амеріку Томаш (один мандат 1958—1974).
У 1974 році, після Революції гвоздик в Португалії була відновлена демократія, а партію було заборонено як фашистську організацію.